# Орден Святого Фомы
Английский госпитальерский Орден Святого Фомы (англ. Order of St Thomas) был первоначально основан как религиозный орден в Акко в 1190 году королем Ричардом Львиное Сердце во время Третьего крестового похода . Был посвящён святому Томасу Бекету и на протяжении всей своей истории сохранял английский характер.

Герб Ордена.

## История
В 1228 году епископ Винчестера реорганизовал Орден в военный монашеский орден по образцу Тевтонского ордена. Орден не играл большой военной роли и после падения Акры в 1291 году удалился на остров Кипр . Орден также приобрёл земли на Сицилии, юге Италии и Греции.
Примерно в 1370-х годах Орден переместил свою штаб-квартиру в свой лондонский дом  на месте того, где родился Томас Бекет. Там он сохранился в основном как Госпитальный орден, пока не был распущен вместе с другими орденами в 1540 году.
Орден был возрождён в начале XVIII века в кругах якобитов  и был одним из нескольких организаций, активно продвигавших дело якобитов. Этот возрожденный Орден просуществовал до начала 1900-х годов.
Нынешний Орден не претендует на прямые связи с оригинальным Орденом крестоносцев или каким-либо возрождением .

## Описания герба
Герб представляет собой красный крест с раковиной гребешка.